# Siergiej Kaftanow
Siergiej Wasiljewicz Kaftanow (ros. Сергей Васильевич Кафтанов, ur. 25 września 1905 we wsi Wierchnieje w guberni jekaterynosławskiej, zm. 1 listopada 1978 w Moskwie) – radziecki polityk, minister szkolnictwa wyższego ZSRR (1946-1951), przewodniczący Wszechzwiązkowego Komitetu ds. Szkolnictwa Wyższego przy Radzie Komisarzy Ludowych ZSRR (1937-1946).
Od 1926 członek WKP(b), 1931 ukończył Moskiewski Instytut Chemiczno-Technologiczny im. Miedwiediewa, na którym następnie był pracownikiem naukowym. Później kierownik katedry chemii ogólnej w Wyższej Komunistycznej Szkole Gospodarki Rolnej, od września 1937 pracował w aparacie KC WKP(b), od 11 grudnia 1937 do 10 kwietnia 1946 przewodniczący Wszechzwiązkowego Komitetu ds. Szkolnictwa Wyższego przy Radzie Komisarzy Ludowych ZSRR, następnie od 10 kwietnia 1946 do 9 lutego 1951 minister szkolnictwa wyższego ZSRR. Od 21 marca 1939 do 5 października 1952 zastępca członka KC WKP(b). Deputowany do Rady Najwyższej ZSRR 2 kadencji. Od lutego 1951 do marca 1953 dyrektor Instytutu Naukowo-Badawczego Fizyczno-Chemicznego im. Karpowa, od marca 1953 do maja 1959 I zastępca ministra kultury ZSRR, od maja 1959 do stycznia 1962 przewodniczący Państwowego Komitetu Radia i Telewizji przy Radzie Ministrów ZSRR, od stycznia 1962 do czerwca 1973 rektor Moskiewskiego Instytutu Chemiczno-Technologicznego im. Mendelejewa, następnie na emeryturze. Pochowany na Cmentarzu Nowodziewiczym w Moskwie.

## Odznaczenia
- Order Lenina (dwukrotnie)
- Order Rewolucji Październikowej
- Order Czerwonego Sztandaru Pracy (trzykrotnie)